# Gustave Le Gray

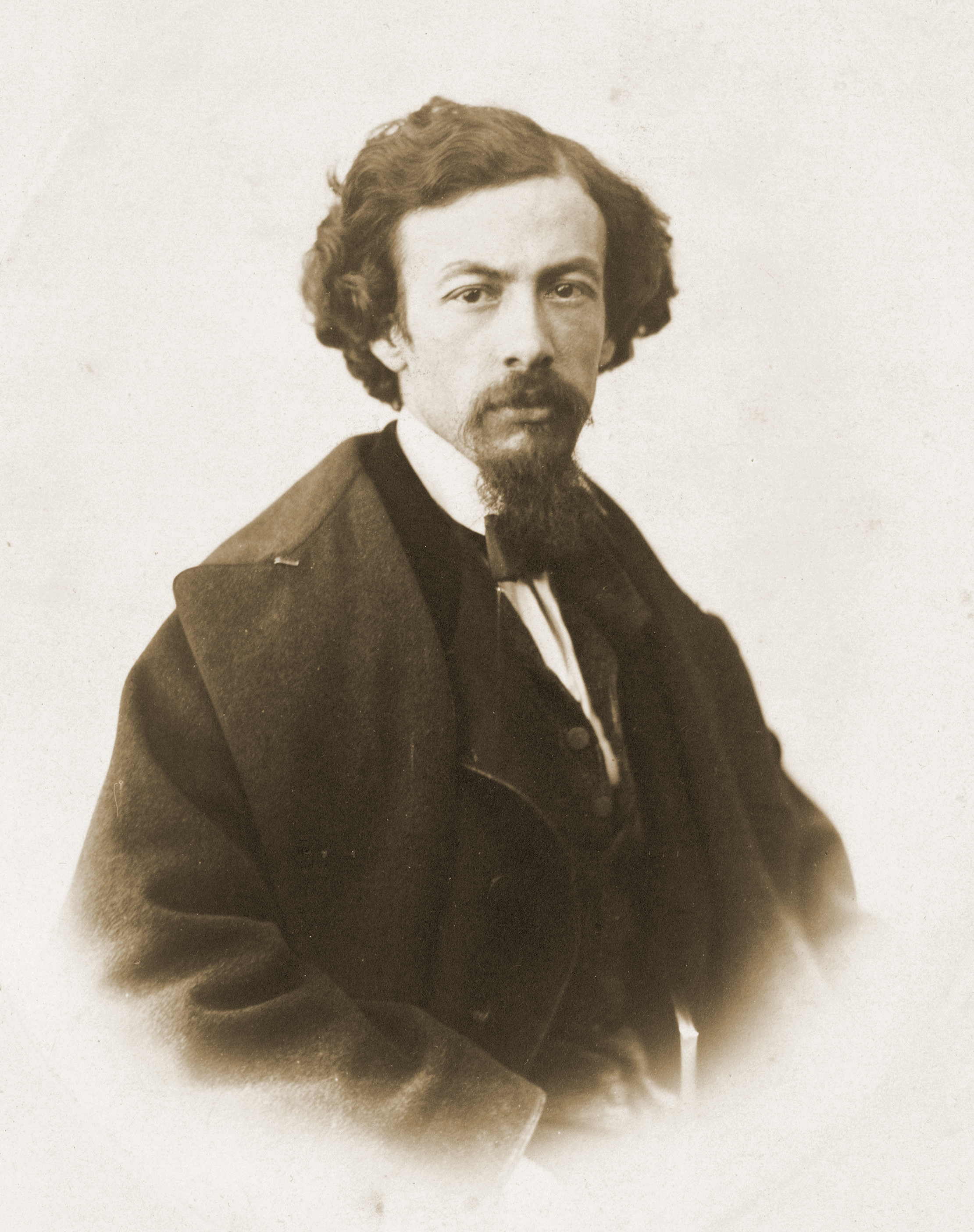
Gustave Le Gray

Gustave Le Gray (Villiers-le-Bel, 30 augustus 1820 – Caïro, 30 juli 1884) was een Franse fotograaf uit de negentiende eeuw, invloedrijk vanwege zijn technische innovaties in de fotografie, zijn rol als leraar van andere bekende fotografen en de bijzondere verbeeldingskracht die hij gaf aan fotograferen.
Le Gray was als schilder opgeleid door Paul Delaroche maar stapte over naar het nieuwe medium fotografie. Hij breidde de mogelijkheden van fotografie uit met technische innovaties. Een van de meest bepalende is die van gewaxt papieren negatief. Deze ontdekking deed en perfectioneerde Le Gray in Frankrijk rond 1849, zoals beschreven in A World History Of Photography door Naomi Rosenblum.
Op hetzelfde moment werkte Le Gray ook aan het collodiumprocedé, maar publiceerde niets hierover tot 1851. Zo kon het gebeuren dat de ontdekking van het collodiumprocedé werd toegeschreven aan Frederick Scott Archer die het procedé in 1850 ontdekte en er in 1851 over publiceerde.
Later in zijn leven verbreedde Le Gray zijn horizon door samen met de schrijver Alexandre Dumas père te gaan trekken door het Middellandse Zeegebied. Hij eindigde zijn reis in Caïro waar hij als tekenleraar actief was en waar hij in 1884 stierf.

## Werk in openbare collecties (selectie)
- Rijksmuseum Amsterdam, Amsterdam[2]

## Voorbeelden van zijn werk

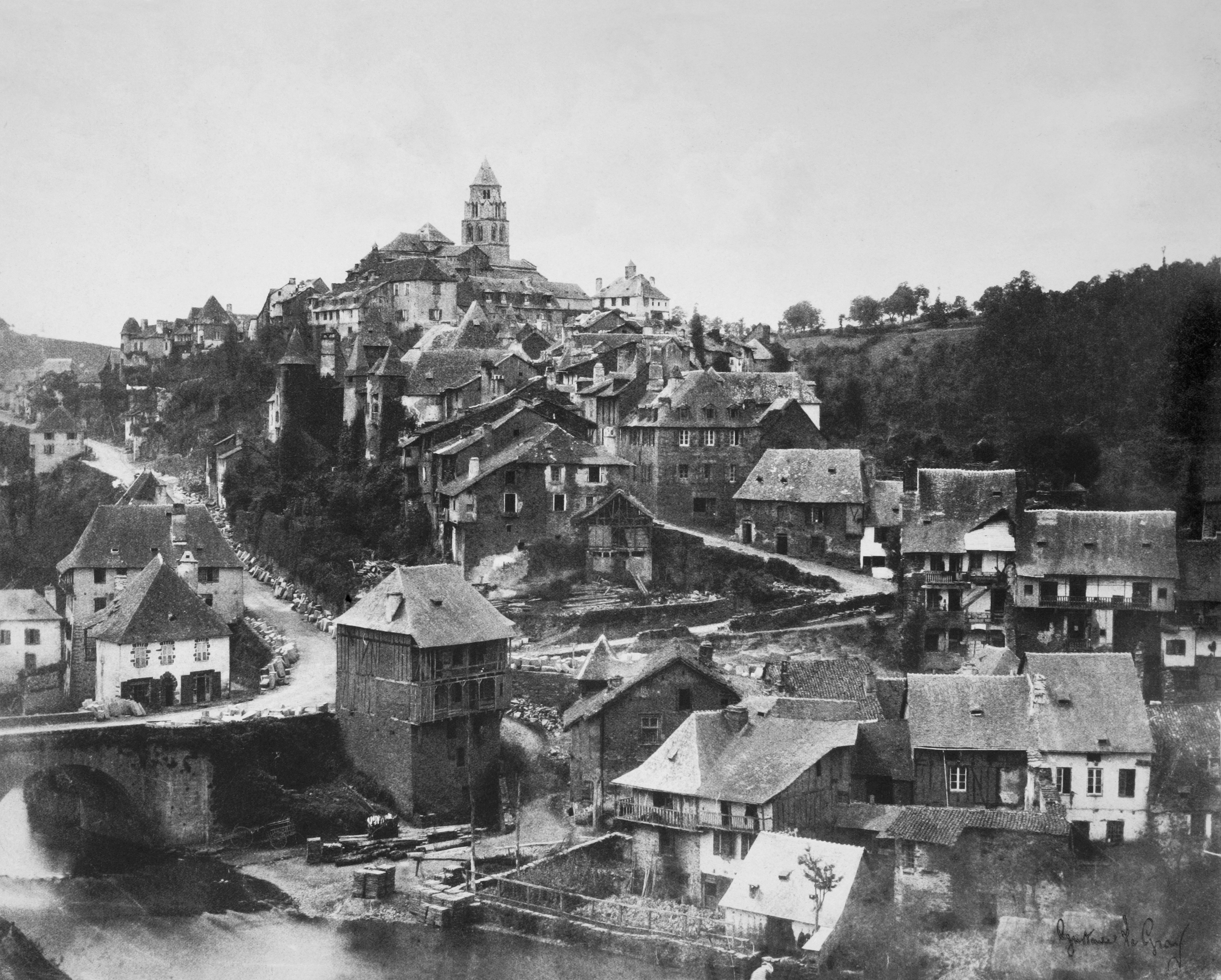
Uzerche
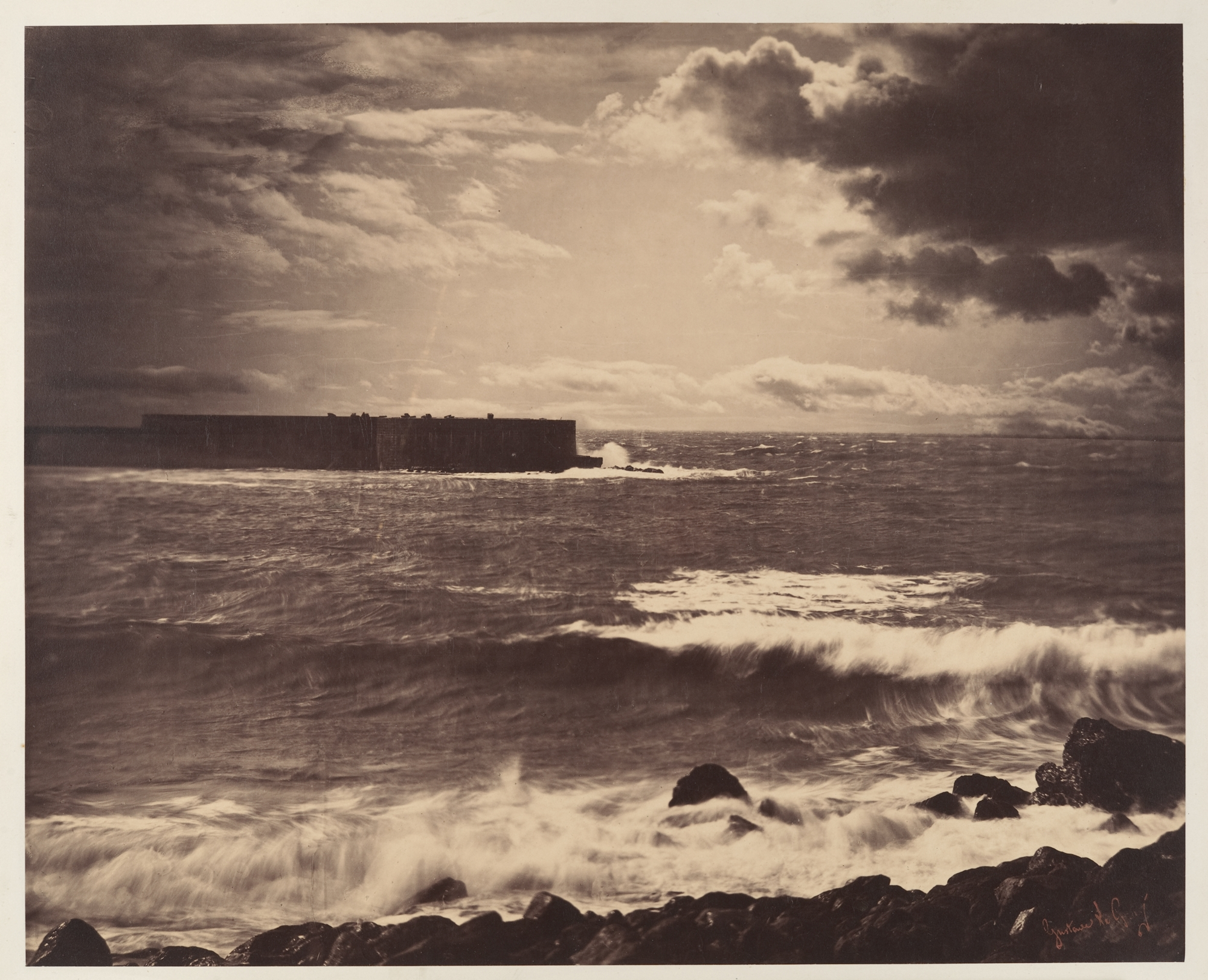
The Great Wave uit 1857. Werd in 1999 voor 838.000 dollar verkocht
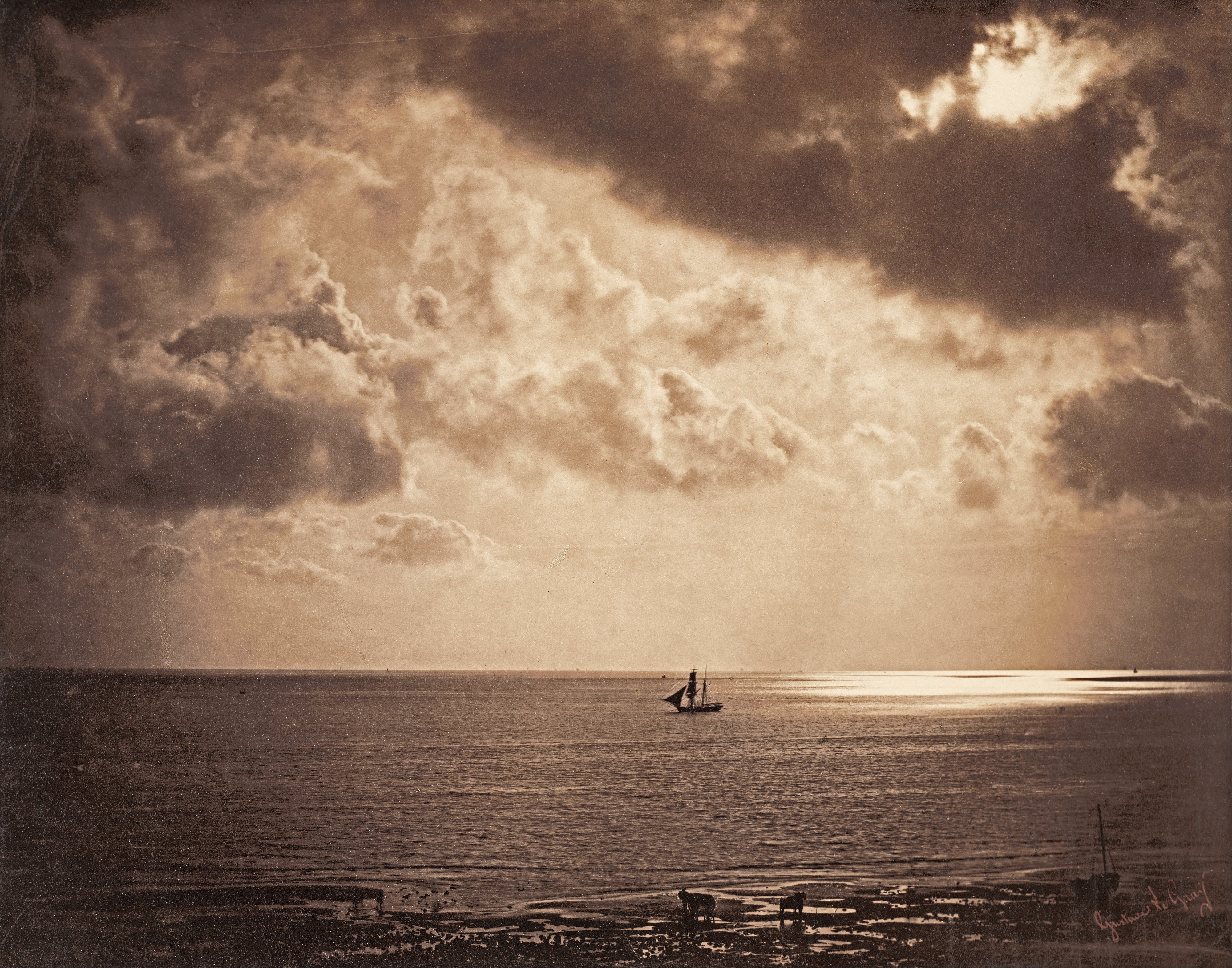
Brik, 1856-1857
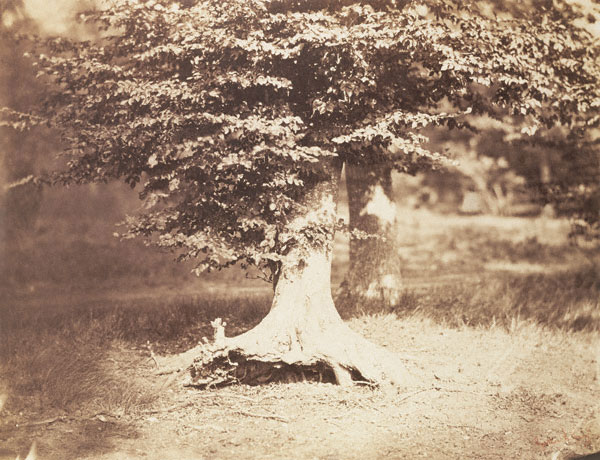
Boom, 1855-1857
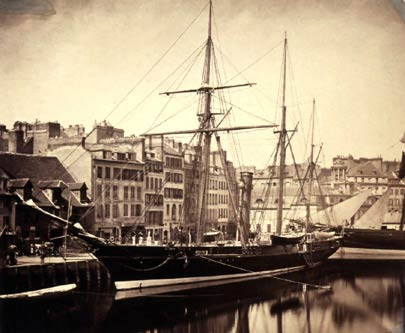
De Reine Hortense
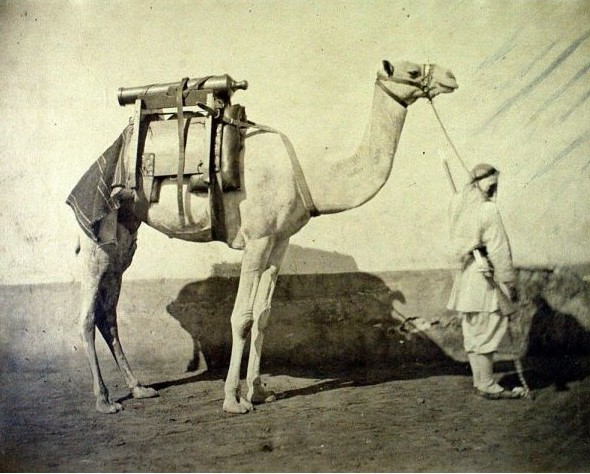
Dromedaris Egyptische artillerie, 1866
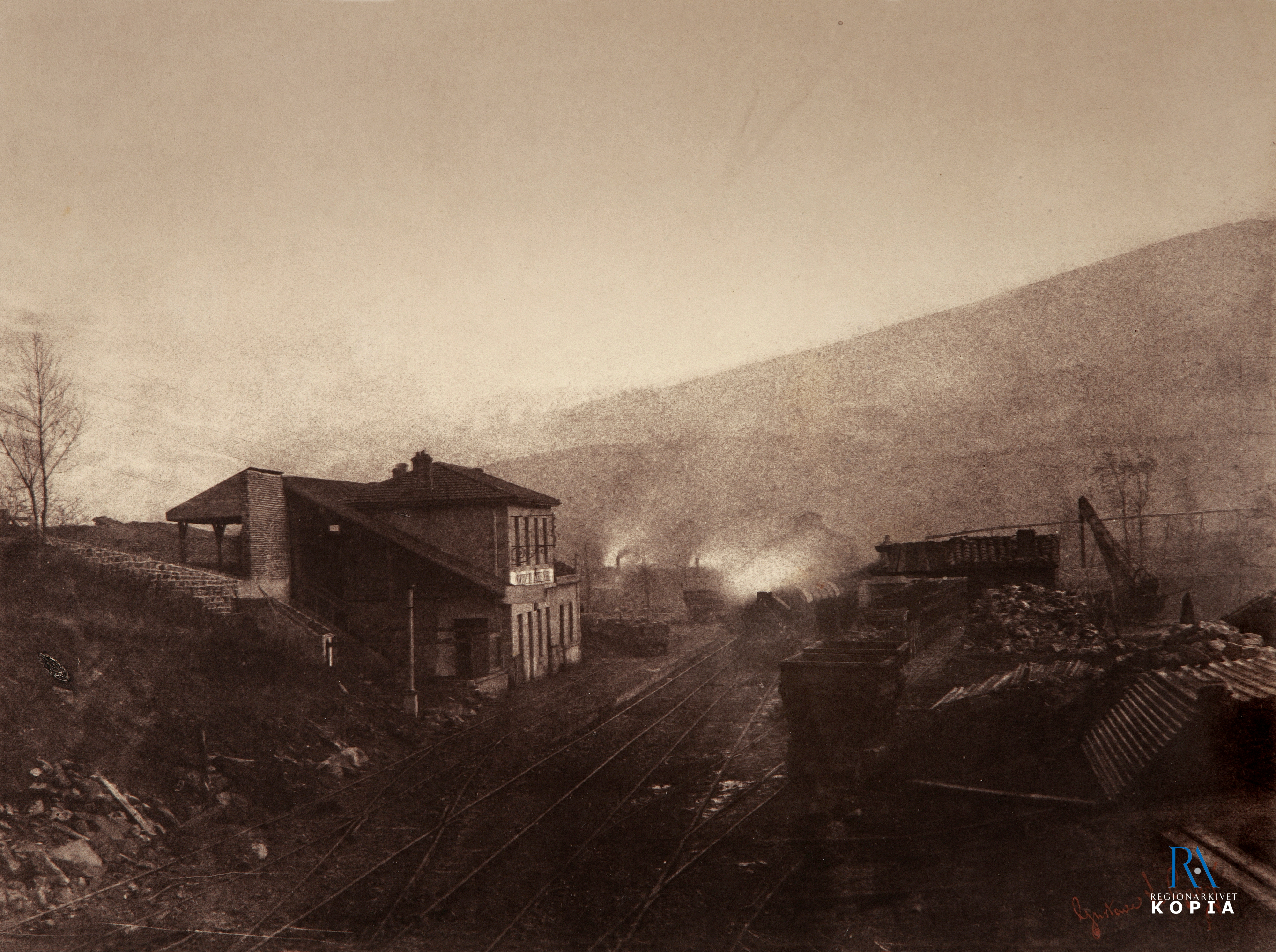
Station met trein en kolendepot
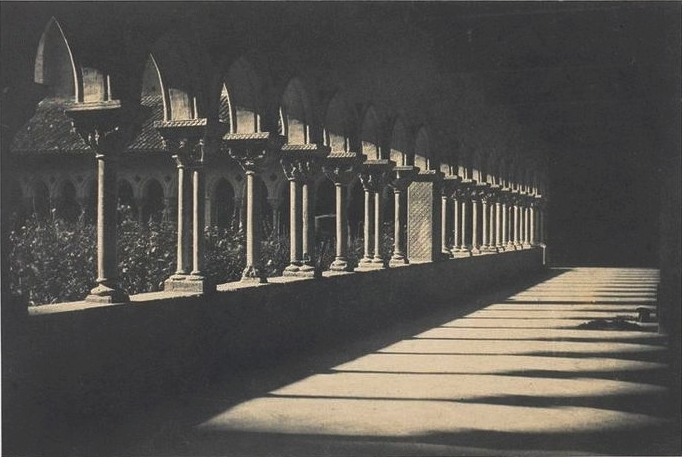
Kerk St. Eglise (Moissac)
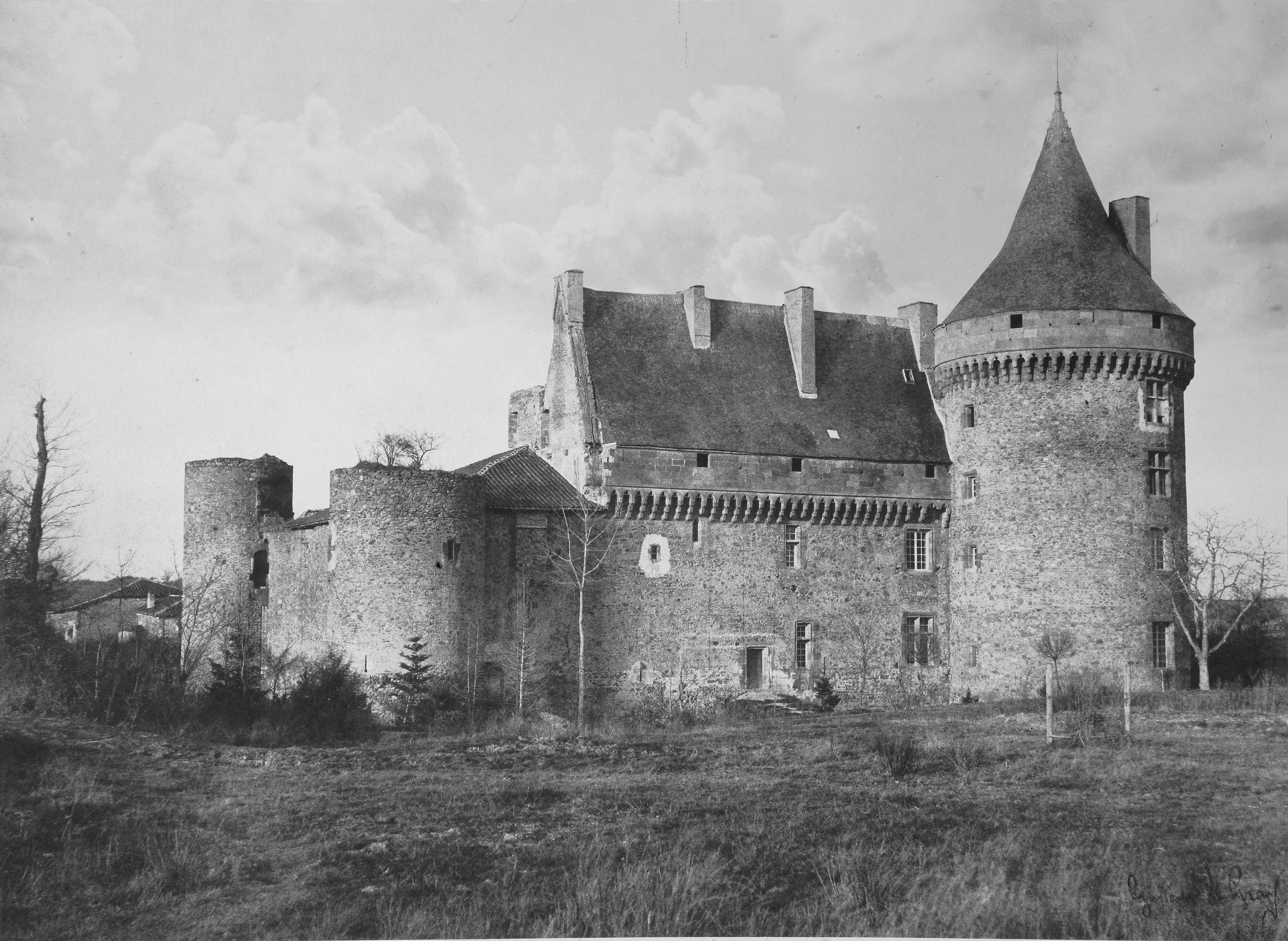
Jacques Cœur’s palace, Dauphiné
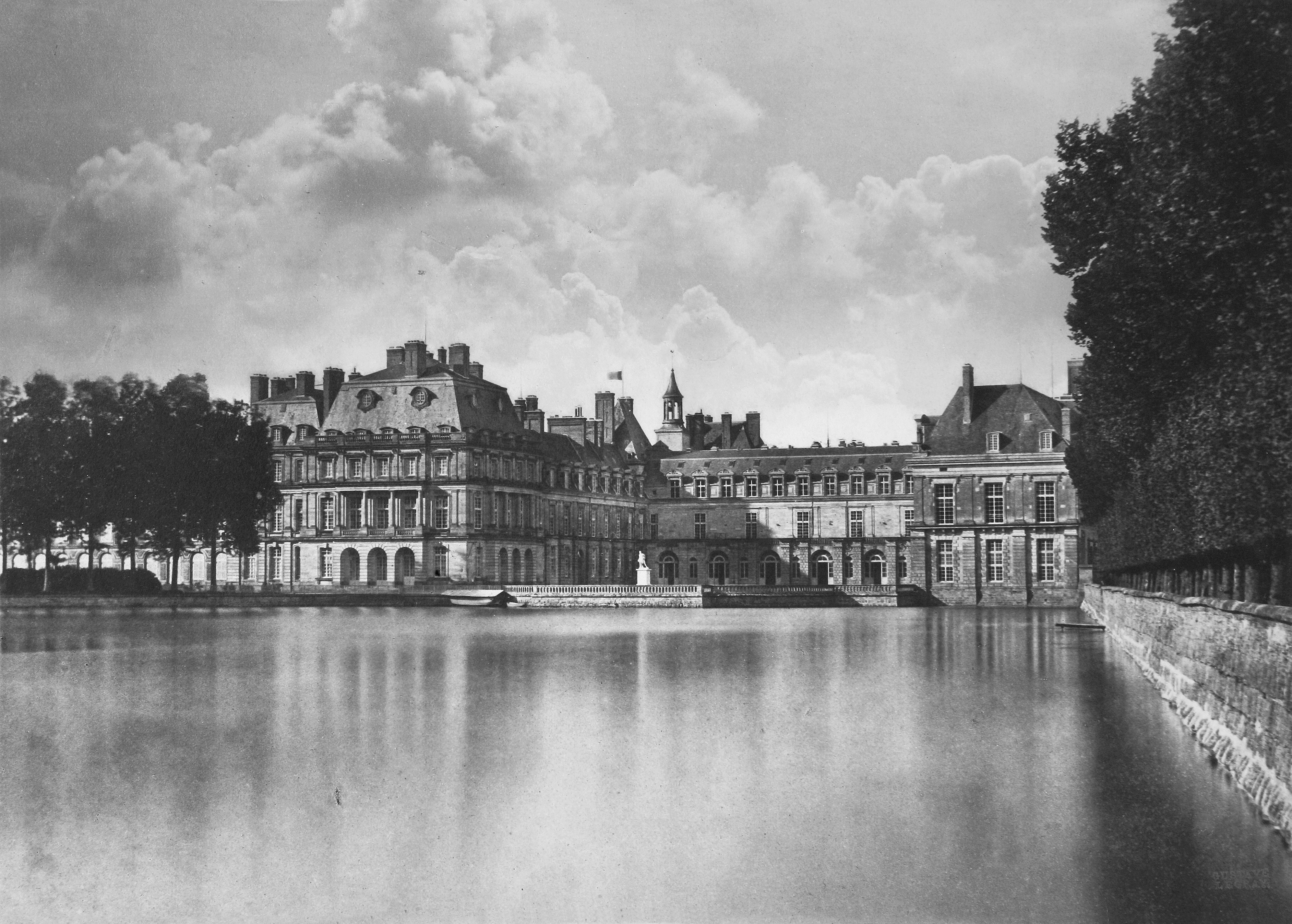
Chateau De Fontainebleau
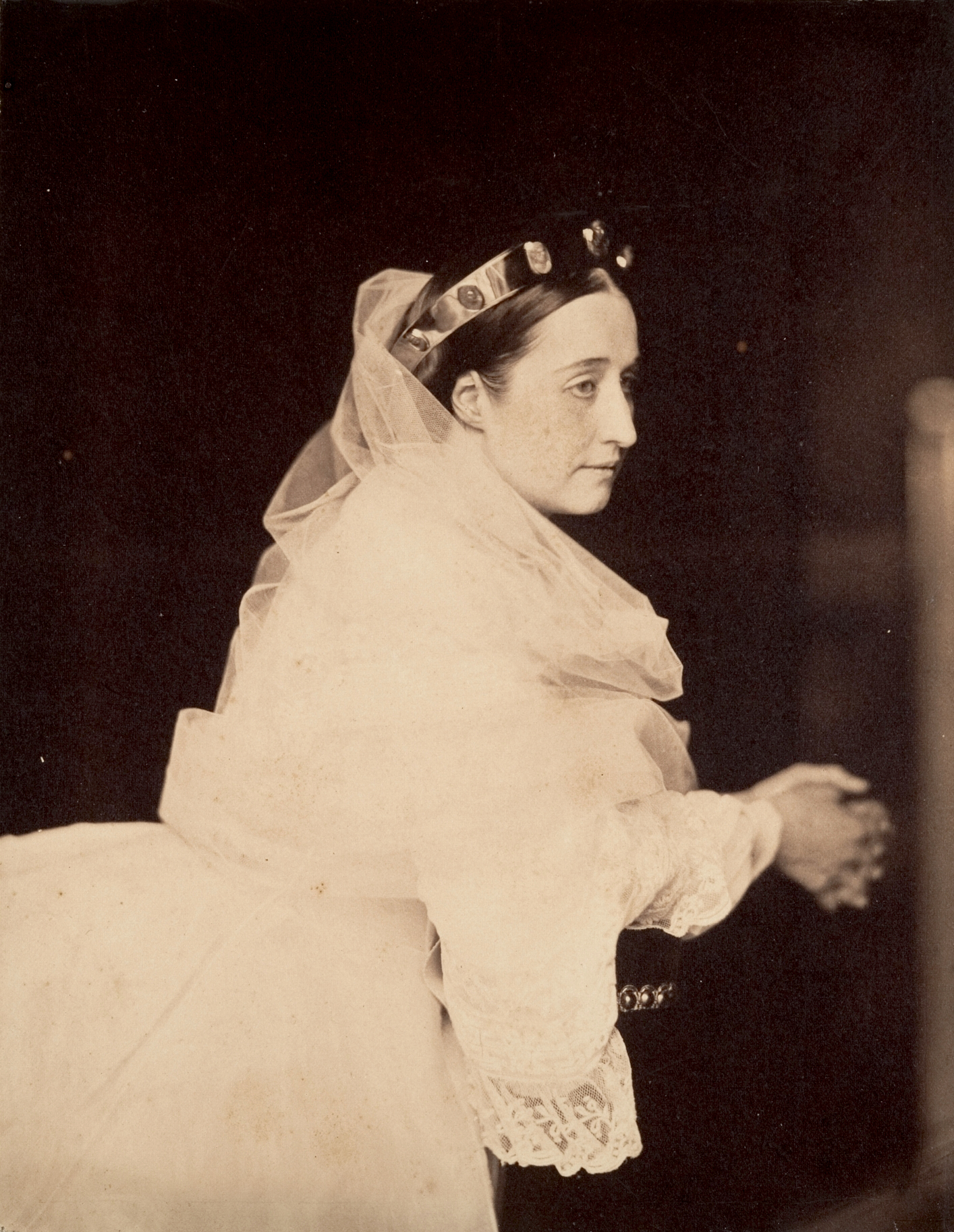
Eugénie de Montijo, 1856
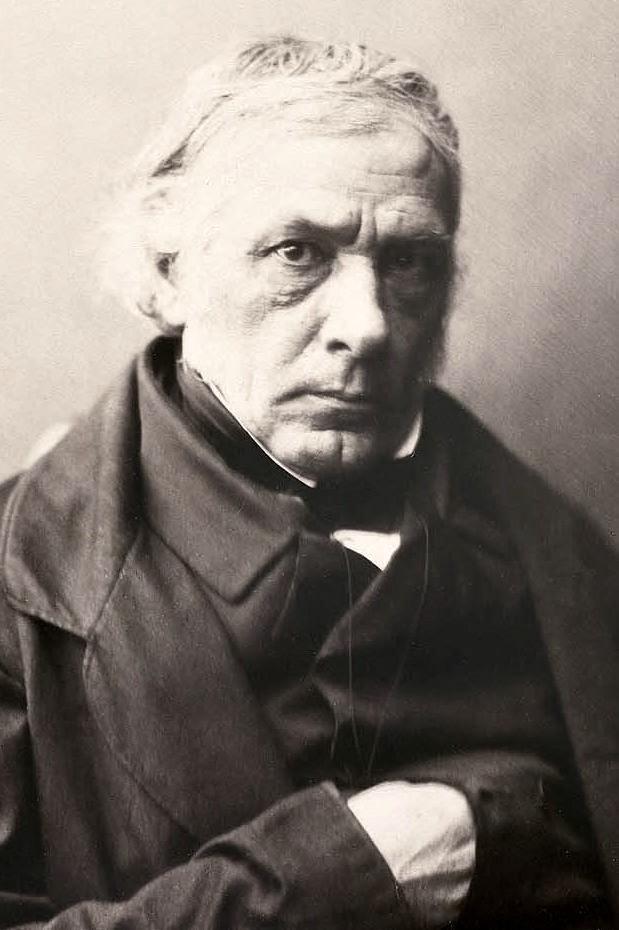
Portret van Victor Cousin